# LMMS
LMMS (früher Linux MultiMedia Studio) ist eine plattformübergreifende Open-Source-Digital-Audio-Workstation, die unter der GPLv2 lizenziert ist.
Verwendung findet LMMS als Sound-System, Software-Synthesizer, Beat-/Bassline-Editor und MIDI-Kontrollsystem.
Mithilfe der grafischen Oberfläche können Melodien und Rhythmen erstellt sowie Samples zusammengestellt und gemixt werden. LMMS unterstützt die Schnittstellen LADSPA, LV2 (nur im master-Branch), MIDI, SoundFont und VST. LMMS enthält eine große Bibliothek an vorgefertigten Synthesizer-Sounds und -Samples im Ogg-Vorbis-Format.
Ab Version 0.4.0 basierte Linux MultiMedia Studios auf dem Qt4-Framework. Es musste für diesen Zweck komplett neu geschrieben werden, da die Portierung von der älteren 0.3.x-Version auf Qt4 nicht möglich war.
Heute verwendet das Projekt die Qt5-Bibliotheken für das Interface.
LMMS-bezogene Inhalte wie Projekte und Presets können über eine Plattform namens LMMS Sharing Platform ausgetauscht werden. Diese erlaubt es auch Bewertungen und Kommentare abzugeben.

Ein Screenshot von LMMS 0.4.12, welcher die Interfaceausstattung zeigt.

## Ausstattung

### Song-Editor
Der Song-Editor ist eine zentrale Komponente zum Arrangement des Songs, eine Art Playlist für alle abzuspielenden Entities. Sie besteht aus verschiedenen Spuren, die je nach Belieben verschoben und vervielfacht werden können. Die drei Hauptelemente des Song-Editors sind der Instrumenten-Track, der Sample-Track und der Beat-/Baseline-Track.

### Instrumentenspur
Die Instrumentenspur enthält sogenannte Patterns (Noten oder Steps).
Durch sie bekommt man weitreichende Einstellungsmöglichkeiten im Instrumentenfenster, zusätzlich auch von Instrument-Plugins, Hüllkurven, LFOs (Low Frequency Oscillators), Filtern, Arpeggios, Akkorden, Effekten und MIDI.

### Beat+Bassline-Editor
Durch den Beat+Bassline-Editor kann man spezielle Spuren im Songeditor anlegen, die dem Rhythmus dienen. Er besteht aus insgesamt 16 Steps, die im 4-Step-Rhythmus zur besseren Übersicht unterschiedlich schattiert sind. Er ist ideal, um sich wiederholende Sequenzen zu realisieren, auch die Überlagerung zur Komposition komplexer Beats ist mit ihm möglich.

### FX-Mixer
Der FX-Mixer besitzt 64 FX-Kanäle und einen Master-Kanal. Hier können die Pegel der einzelnen Kanäle eingestellt werden. Es können beliebig viele Instrumentspuren auf einen Kanal gelegt werden. Jedem der Kanäle können außerdem beliebig viele Effekte zugewiesen werden. Die Effekte können bei Bedarf ein- und ausgeschaltet werden (Bypass). Ebenso ist es möglich, das Verhältnis zwischen dem Effektsignal (Wet) und dem unveränderten Signal (Dry) einzustellen. Eine Möglichkeit, das Ausgangssignal eines Kanals an einen anderen Kanal weiterzuleiten, wie es beispielsweise unter FL Studio möglich ist, besteht derzeit noch nicht. Die 64 Kanäle werden in 4 Gruppen mit jeweils 16 Kanälen aufgeteilt und lassen sich über die Knöpfe A bis D auf der linken Seite des Mixers erreichen.

### Piano-Roll-Editor
Piano-Roll ist das Hauptwerkzeug zum Bearbeiten von Patterns, d. h. das Setzen und Bearbeiten von Noten und Steps. Mit ihm werden jegliche Melodien komponiert und abgespielt. Neben dem Echtzeit-Editieren ist auch das Einstellen der Lautstärke für die einzelnen Noten möglich.

### Automation-Editor
Die automatisierte Änderung von Steuerelementen in LMMS sorgt für die nötige Dynamik in Musikstücken.

Das Zeichnen einer Verlaufskurve mit Hilfe des Automations-Editors ist möglich.
Auch nahezu alle Steuerelemente in LMMS sind automatisierbar.

### Controller Rack
Im Controller Rack werden Komponenten aufgelistet, mit denen nahezu sämtliche Bedienelemente innerhalb des Programms automatisch gesteuert werden können.
LFO-Controller
Mit dem LFO-Controller lassen sich Werte mithilfe eines Low Frequency Oscillators (LFO) erzeugen und an den Controller weitergeben. Als Wellenformen für den Oszillator stehen dabei Sinus, Dreieck, Sägezahn, Rechteck, Exponentialwelle, eine Moog-ähnliche Wellenform sowie weißes Rauschen zur Verfügung. Über die Drehregler können die Basisamplitude (BASE), die Frequenz (SPD), die Amplitude (AMT) und die Phasenverschiebung (PHS) des Oszillators eingestellt werden. Über den Multiplikatorschalter kann die Frequenz des Oszillators auf ein Hundertstel sowie auf das Hundertfache gesenkt bzw. erhöht werden. Der LFO-Controller wird über den Button „Hinzufügen“ unten im Controller Rack hinzugefügt.
Peak-Controller
Über den Peak-Controller können die Bedienelemente anhand des Lautstärkepegels eines Kanals bzw. Instruments gesteuert werden. Wie der LFO-Controller verfügt auch der Peak-Controller über eine Basisamplitude, die über einen Regler eingestellt werden kann. Über den Amplitudenregler lässt sich die Stärke des Ausgangssignals beeinflussen. Werden hier negative Werte eingestellt, bewirkt dies, dass bei steigender Lautstärke niedrigere Werte ausgegeben werden. Dies kann beispielsweise in Kombination mit dem Lautstärkeregler eines FX-Mixer-Kanals genutzt werden, um einen Sidechaining-artigen Effekt zu erzeugen. Zusätzlich können die An- und Abschwillzeit des Signals eingestellt werden. Der Peak-Controller wird wie ein Effektmodul in einen FX-Kanal oder ein Instrument eingefügt. Er erscheint dann zusätzlich im Controller Rack.

Song-Editor
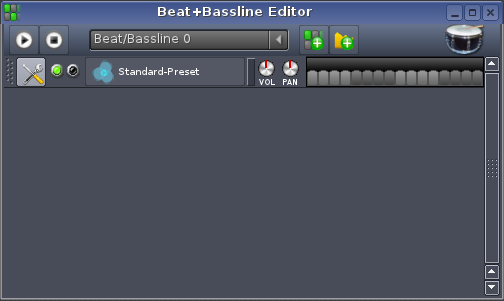
Beat+Bassline-Editor
FX-Mixer
Piano-Roll
Controller Rack

### Instrumentensounds und Effekte
LMMS hat im Instrumenten-Plugin folgende Synthesizer/Instrumente:
- Sampler (AudioFileProcessor)
- Wavetable Synthesizer (BitInvader)
- Kick- und Bassdrum-Synthesizer (Kicker)
- monophone Imitation des Roland TB-303 (LB302)
- melodischer Schlagzeug-Synthesizer (Mallets)
- Orgel-Synthesizer (Organic)
- Emulation der Game-Boy-APU (FreeBoy)
- GUS-kompatibles Patch-Instrument (PatMan)
- Wiedergabe von SoundFont-Dateien (SF2 Player)
- Emulation von Commodore-64-Chips (SID)
- dreifacher Oszillator (Triple-Oscillator)
- Vibrating-String-Modellierer (Vibed)
- Multiple ZynAddSubFX (ZynAddSubFX)

## Instrumente
In LMMS können externe MIDI-Geräte (z. B. Keyboards) verwendet werden und damit das Gespielte separat oder direkt live einfügen. Alternativ kann zum Spielen der Instrumente auch die Tastatur benutzt werden. Darüber hinaus lassen sich – mit einigen Ausnahmen – alle Regler in LMMS mit einem beliebigen MIDI-Controller verbinden. Somit kann man beispielsweise die Lautstärke eines Instruments über einen Regler am Keyboard regeln, sofern dieses die Bewegung des entsprechenden Reglers via MIDI überträgt. Instrumentenspuren können ihre Ausgabe zudem an einen verfügbaren MIDI-Ausgang weiterleiten. Somit können auch externe Klangerzeuger angesteuert werden.

## Kompatibilität
LMMS ist mit den folgenden Standards kompatibel:
- ZynAddSubFX
- SoundFont2
- VST(i)
- LADSPA
- LV2 (nur master-Branch[3])
- GUS Patches (PatMan)
- MIDI
- Fruityloops-Project-Dateien (FLP)

## Besprechungen
„Auch Windows-Anwender können ihre musikalische Ader mit der freien Sequencer-Software ‚Linux Multimedia Studio‘ ausleben. Das als Open Source entwickelte virtuelle Tonstudio ist auf der Projekt-Website auch als Windows-Installationspaket erhältlich.“

„Das virtuelle Gratis-Musikstudio ‚LMMS‘ ist eine interessante Opensource-Alternative zu kostenpflichtigen Musikproduktions-Programmen wie ‚Magix Music Maker‘, ‚Cubase‘ oder ‚Logic‘. Das ‚Linux MultiMedia Studio‘ bringt eine Vielzahl an Synthesizern, Samplern und Effektgeräten wie Equalizern, Kompressoren und Simulationen von Röhrenverstärkern mit.“